# 訃報 1991年4月
訃報 1991年4月（ふほう 1991ねん4がつ）では、1991年（平成3年）4月中に物故した、又は物故が報じられた人物についてまとめる。

## （1日 - 15日）

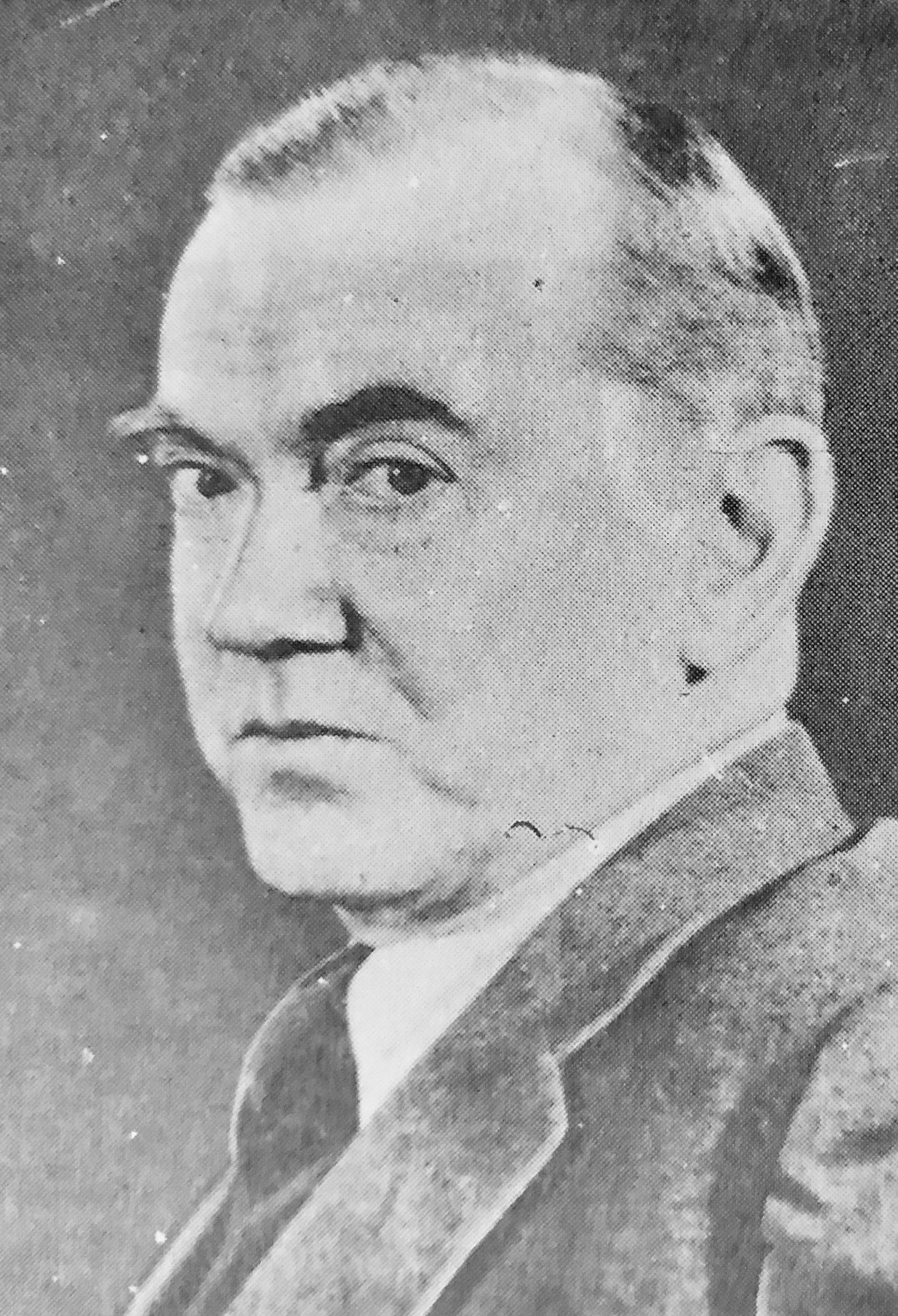
グレアム・グリーン／4月3日没

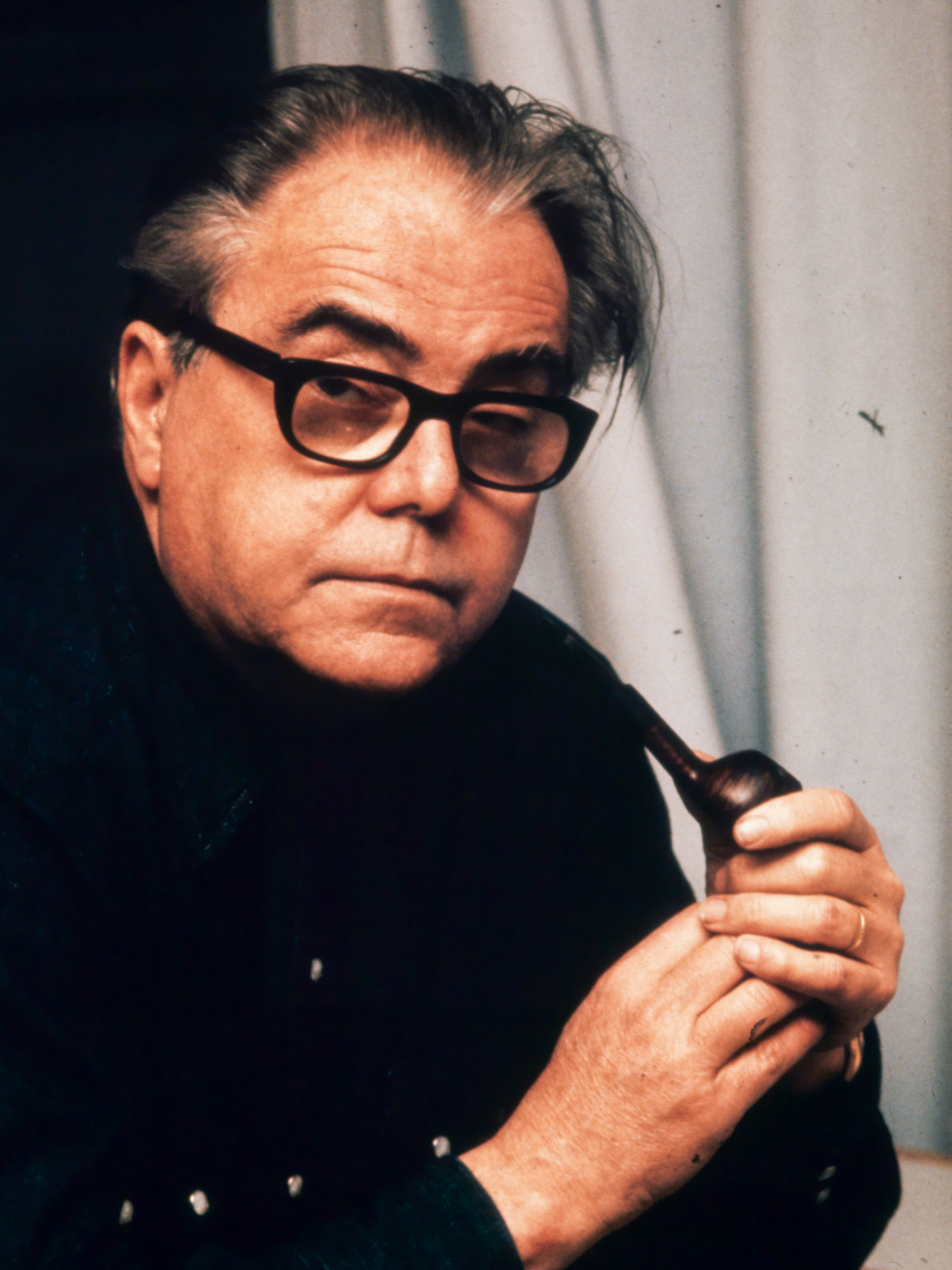
マックス・フリッシュ／4月4日没

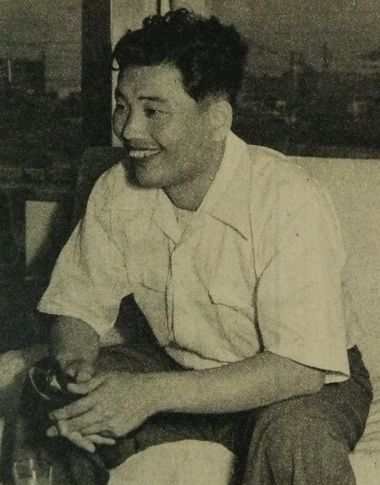
升田幸三 / 4月5日没

- 4月3日 - グレアム・グリーン、小説家（* 1904年）
- 4月3日 - ロベール・ヴェイロン＝ラクロワ、チェンバロ奏者・ピアニスト（* 1922年）
- 4月4日 - マックス・フリッシュ、作家・建築家（* 1911年）
- 4月5日 - 升田幸三、将棋棋士（* 1918年）
- 4月8日 - デッド、ミュージシャン (メイヘム) (* 1969年)
- 4月9日 - ノリス・ボーデン、フィギュアスケート選手（* 1926年）
- 4月10日 - ケヴィン・ピーター・ホール、俳優（* 1955年）
- 4月10日 - 野口元夫、俳優（* 1906年）
- 4月11日 - 小山源喜、俳優（* 1915年）
- 4月11日 - 大洲斉、映画監督（* 1928年）
- 4月13日 - 栄井賢、映画プロデューサー（* 1916年）

## （16日 - 30日）

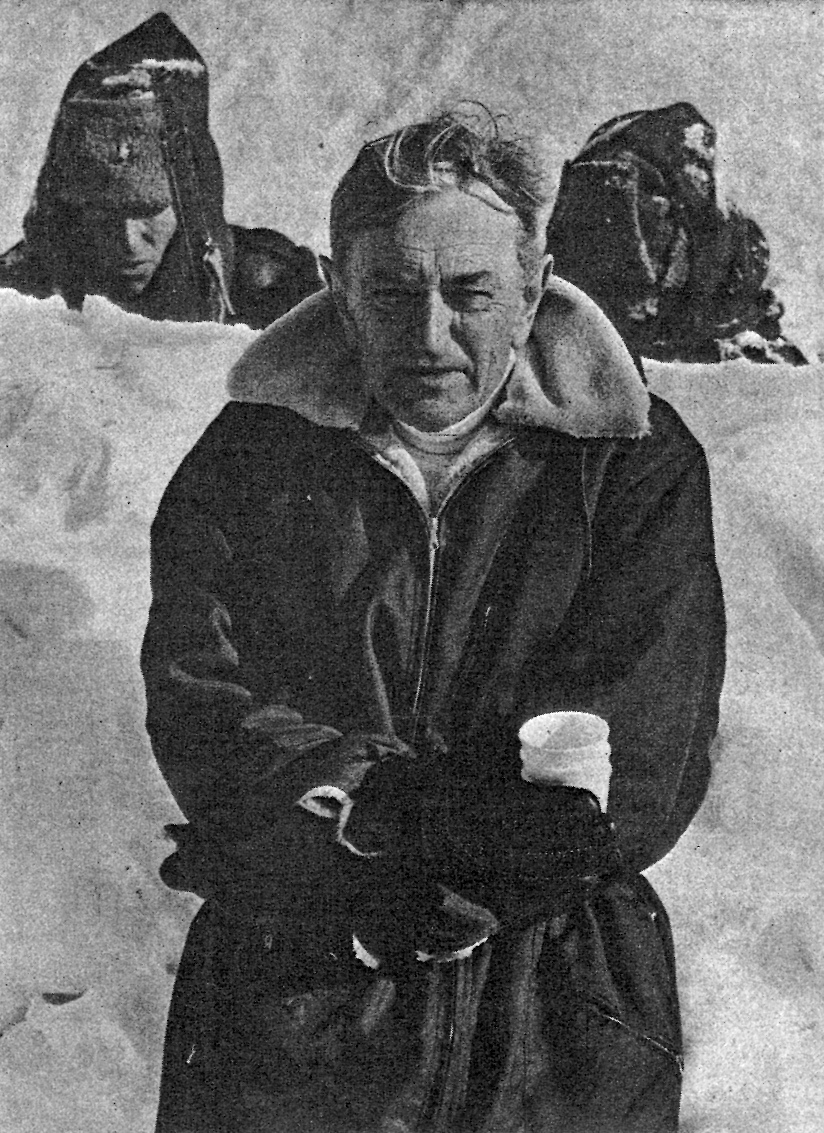
デヴィッド・リーン / 4月16日没

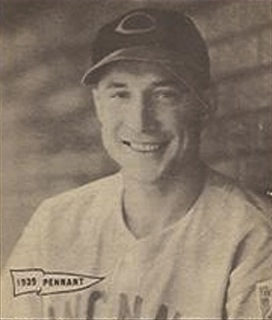
バッキー・ウォルターズ / 4月20日没

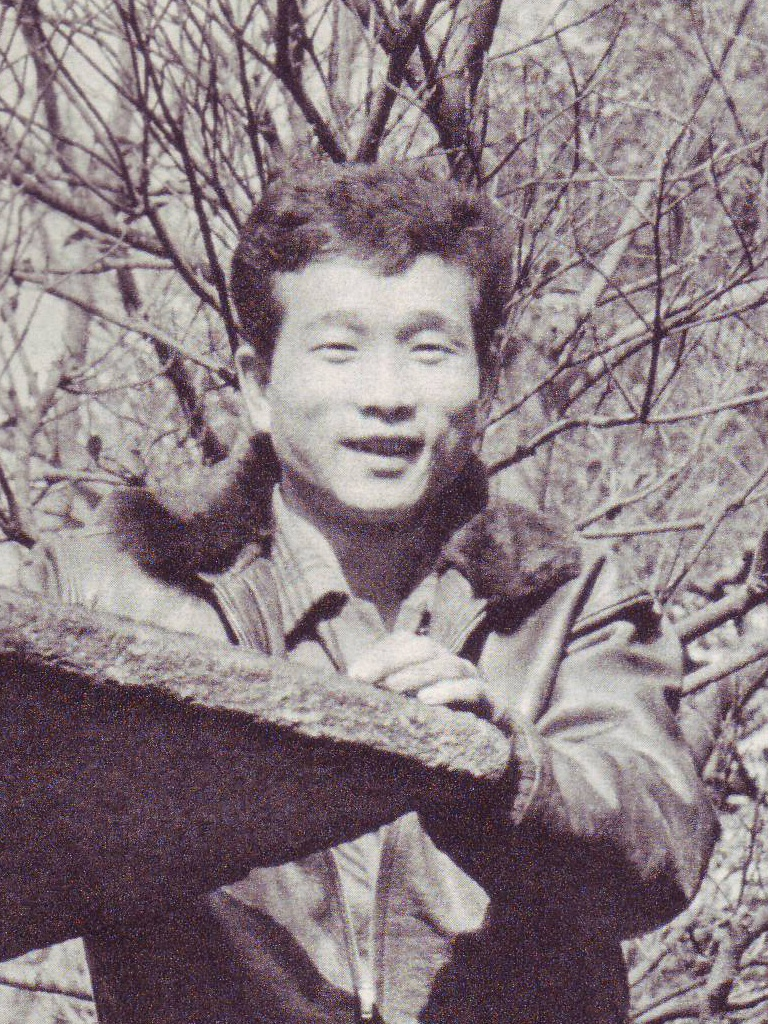
海老原博幸 / 4月20日没

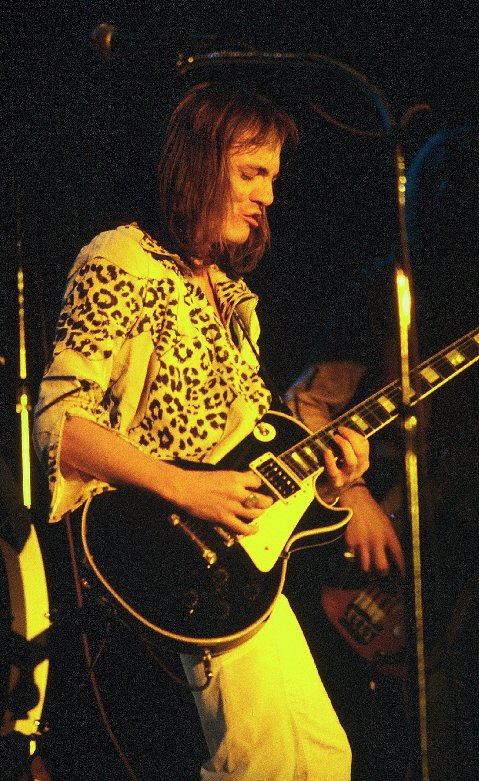
スティーヴ・マリオット / 4月20日没

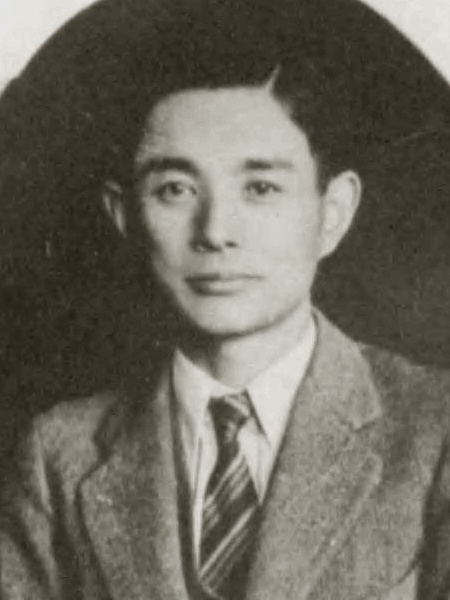
藤田信男／4月25日没

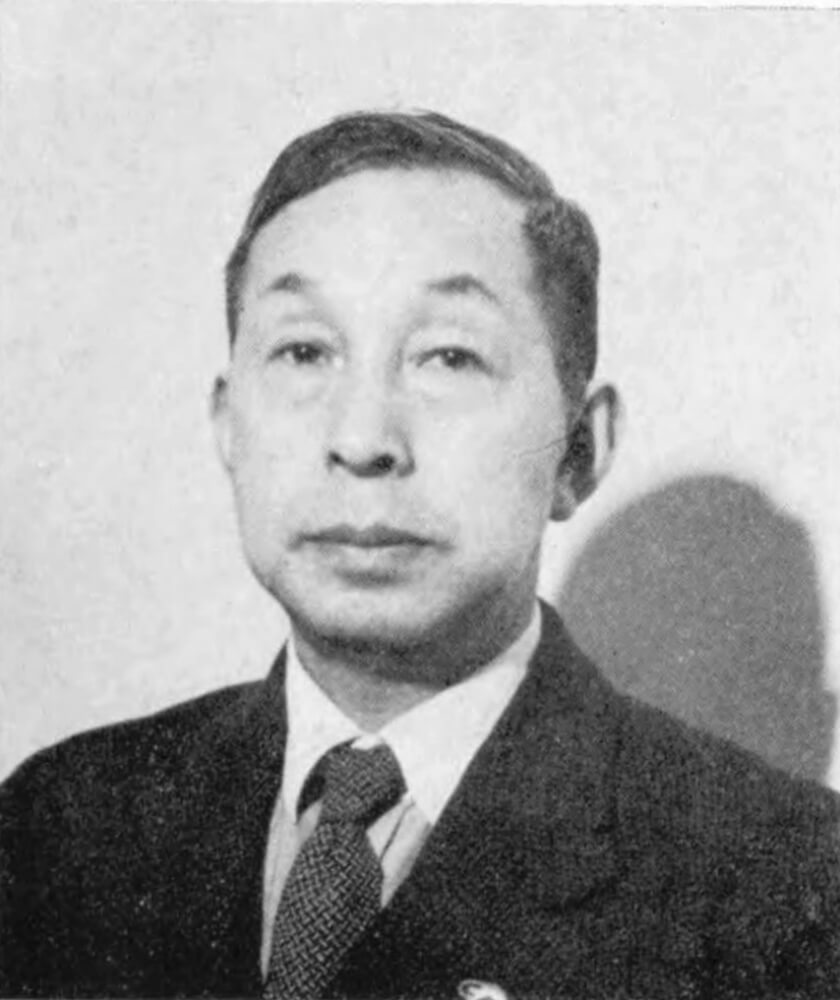
務臺光雄／4月30日没

- 4月16日 - デヴィッド・リーン、映画監督（* 1908年）
- 4月20日 - バッキー・ウォルターズ、メジャーリーガー（* 1909年）
- 4月20日 - ドン・シーゲル、映画監督（* 1912年）
- 4月20日 - 海老原博幸、プロボクサー（* 1940年）
- 4月20日 - スティーヴ・マリオット、ロックミュージシャン（* 1945年）
- 4月21日 - ヴィリー・ボスコフスキー、ヴァイオリニスト・指揮者（* 1909年）
- 4月24日 - 林正之助、元吉本興業会長・社長（* 1899年）
- 4月25日 - 藤田信男、元野球選手（* 1903年）
- 4月26日 - カーマイン・コッポラ、音楽家（* 1910年）
- 4月30日 - 務臺光雄、読売新聞社名誉会長（* 1896年）